# Benjamin Fragner (lékárník)
Benjamin Fragner (19. července 1824 Plzeň – 19. září 1886 tamtéž) byl český chemik, farmaceut, florista a podnikatel, majitel a provozovatel lékárny U černého orla na Malé Straně. Byl zakladatelem úspěšného rodu Fragnerů, rodiny zakladatelů průmyslové farmaceutické výroby v zemích Koruny české a pozdějším Československu.

## Život

### Mládí

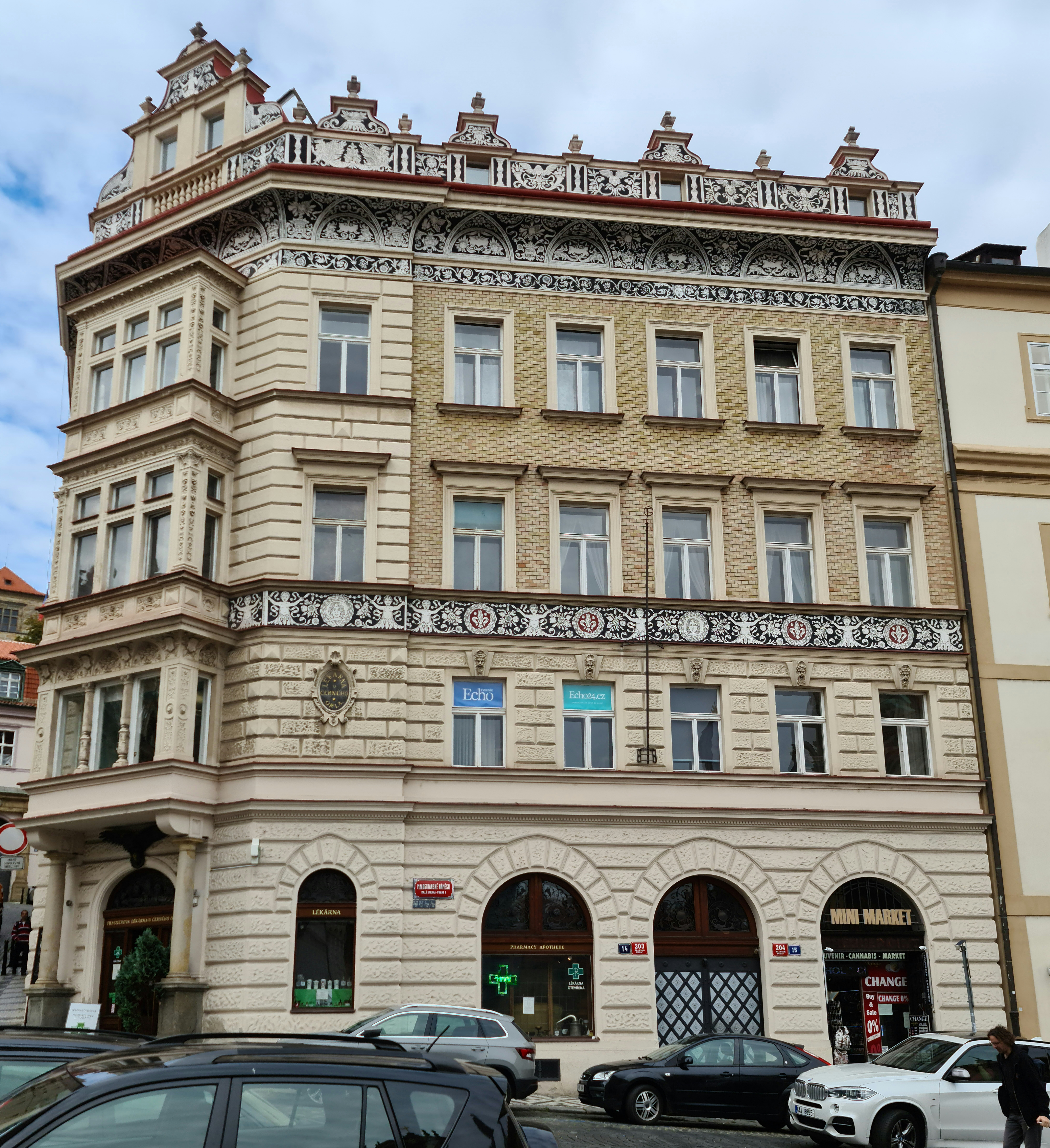
Novorenesanční dům s lékárnou U Černého orla na Malostranském náměstí z roku 1886

Narodil se v Plzni. Na přání rodiny se po studiu obecné a nižší školy učil soukeníkem, záhy se však přehlásil na německé gymnázium. Po absolutoriu nastoupil jako tyron (lékárnický tovaryš) do lékárny ve Vimperku, tyronské studium zakončil roku 1844 v Plzni. Od roku 1847 působil v Neumarktu u Salcburku, posléze v Českých Budějovicích a Linci. Roku 1851 nastoupil ke studiu farmacie na pražské Karlo-Ferdinandově univerzitě, zároveň pracoval v lékárně U Černého orla Dr. Purmana v domě č. 205 na Malostranském náměstí. Studium zakončil roku 1852 a získal titul PhMr.. Po několik let pak působil v lékárně v Písku.

### Fragnerova lékárna
Roku 1857 zakoupil a provozoval lékárnu U Černého orla, posléze proslulou též jako Fragnerova lékárna. Její součástí byla již v té době i malá výrobní a výzkumná laboratoř, kde Fragner připravoval léčiva a také léčivé bylinné likéry podle vlastních receptů. Ve výrobním sortimentu lékárny byla řada velmi úspěšných přípravků, tzv. specialit, např. léčivá Pražská domácí mast, exportovaná do mnoha evropských zemí i do USA, expektorans – sirup proti kašli Sibrumin, Dr. Rosy balsám pro žaludek a řada dalších. V mládí se zde rovněž zaučoval a nabyl chemických znalostí Fragnerův nejstarší syn a pozdější dědic lékárny Karel Fragner.
Vedle systematické laboratorní práce a výzkumu v oblasti získávání léčebných látek a extraktů z přírodnin se Benjamin Fragner zapojoval také do českého společenského života v Praze. Stal se rovněž členem a posléze členem výboru Červeného kříže, zdravotnické organizace založené roku 1863. Za jeho zásluhy při péči o raněné při prusko-rakouské válce roku 1866 mu byl posléze udělen Zlatý záslužný kříž. Podporoval rovněž Ženský výrobní spolek český, založený především z iniciativy Karoliny Světlé, Elišky Krásnohorské a Emílie Bártové. Z gesce spolku byla pro, rovněž nemajetné a vdovy, ženy provozována řemeslná a obchodní škola.

### Úmrtí
Benjamin Fragner zemřel v Praze 19. září 1886 ve věku 62 let a byl pohřben v rodinné hrobce na Olšanských hřbitovech.

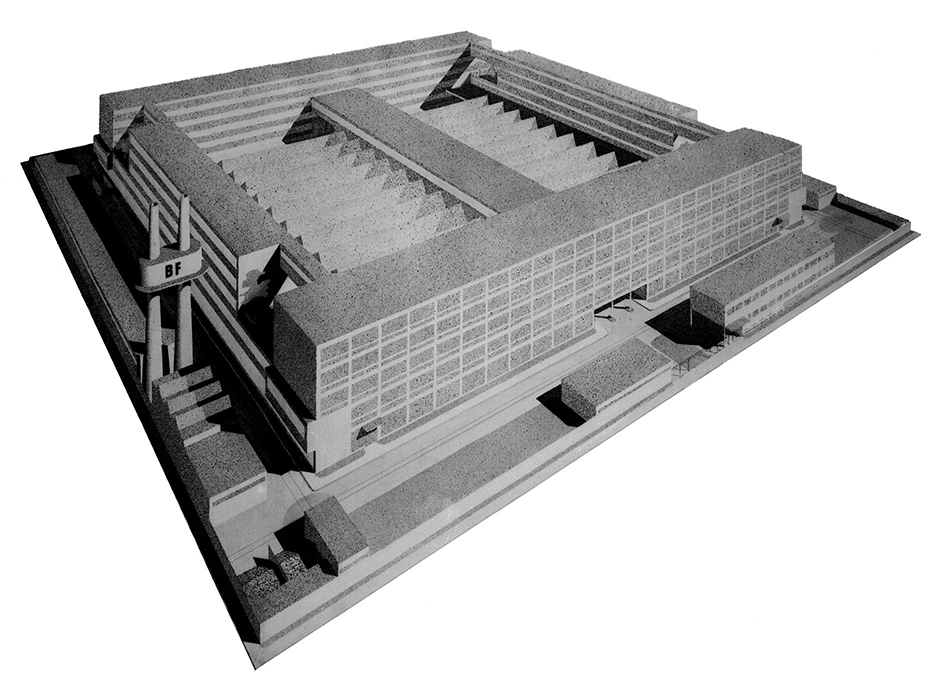
Generální projet továrny B. Fragner

Po jeho smrti se ujal vedení jeho nejstarší syn Karel, který se vrátil do Prahy ze studií v Paříži. Realizoval plán svého otce na zbudování větší lékárny a přikoupil další objekt, na jejichž místě nechal vystavět novorenesanční bytový dům s lékárnou a výrobní laboratoří v suterénu. Ve své době se jednalo o nejmodernější lékárnu v Praze. Firma pod názvem B. Fragner se nadále zdárně rozvíjela, ve 30. letech 20. století pak v Dolních Měcholupech u Prahy vystavěla moderní výrobní farmaceutický závod podle návrhu nejstaršího syna, architekta Jaroslava Fragnera. Po únoru 1948 byl podnik znárodněn a přejmenován na SPOFA, na jehož základě po roce 1989 vznikla farmaceutická firma Zentiva.

### Rodinný život
Benjamin Fragner měl se svou manželkou syna Karla a dcery Barboru a Marii. Karel Fragner (1861–1926) se stal lékárníkem a dědicem firmy.